# Альфред Гудвін
Альфред Джордж Гудвін (англ. Alfred George Goodwyn; 13 березня 1850 — 14 березня 1874) — англійський військовий офіцер і футболіст. Служив у Корпусі королівських інженерів та виступав за футбольний клуб корпусу («Роял Енджінірс»), у складі якого 1872 року зіграв у першому в історії фіналі Кубка Англії. Також провів 1 матч за національну збірну Англії.

## Кар'єра
Народився в Рурхірі (Бенгалія, Британська Індія, нині — Рухі, Бангладеш). У 1869 році вступив до Королівської військової академії у Вуліджі. У серпні 1871 року вступив на службу до Британської армії у званні лейтенанта Корпусу королівських інженерів.

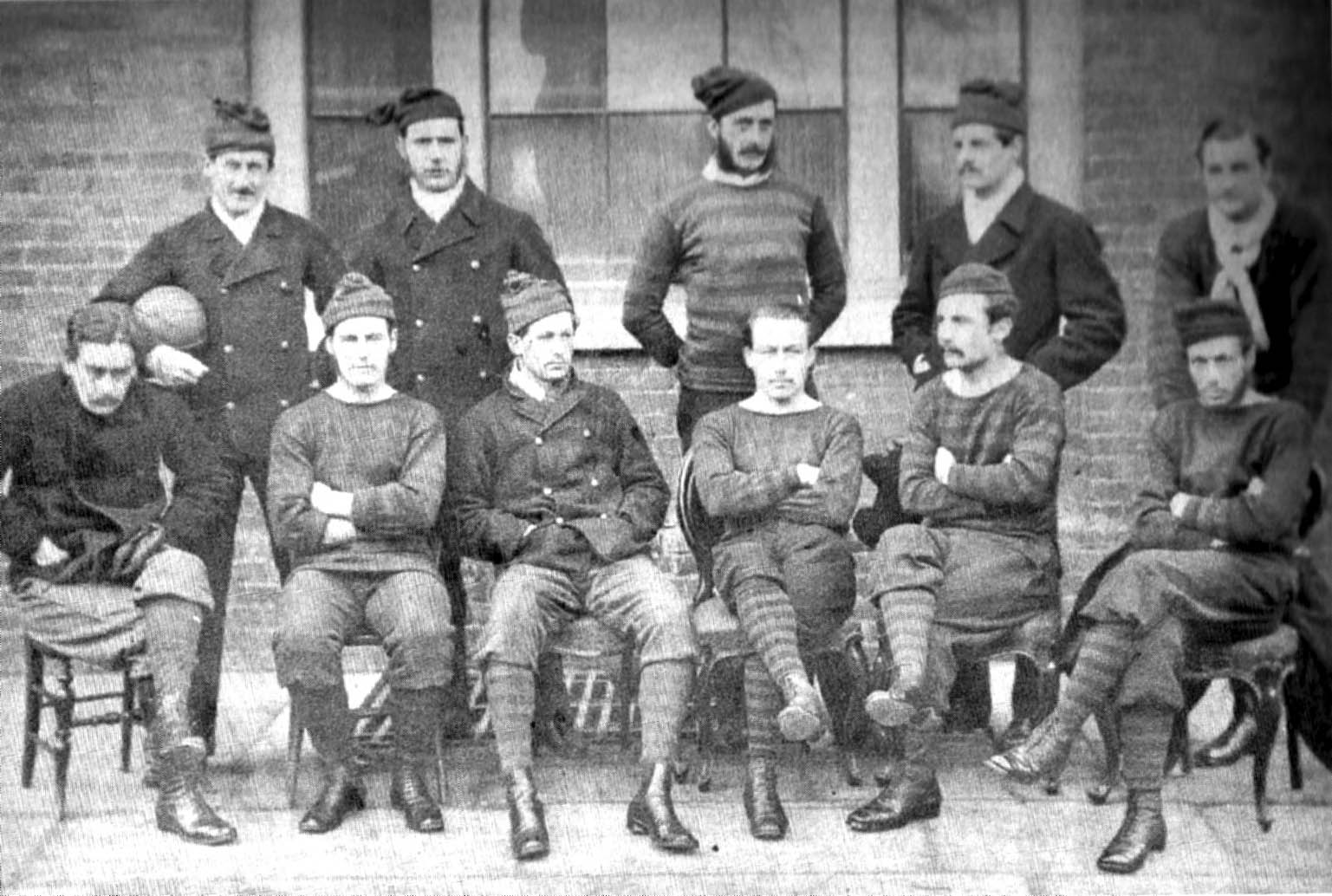
Команда «Роял Енджінірс» у 1872 році. Гудвін — четвертий зліва в нижньому ряду

Грав за футбольну команду Корпусу королівських інженерів, переважно на позиції захисника. У сезоні 1871/72 допоміг команді «Роял Енджінірс» дійти до фіналу першого в історії розіграшу Кубка Англії. На шляху до фіналу команда не пропустила жодного м'яча, обігравши «Гітчін», «Гемпстед Гітенс» та «Крістал Пелас». У фінальному матчі, який пройшов на стадіоні «Кеннінгтон Овал» 16 березня 1872 року, «інженери» вважався фаворитом, проте в підсумку із Гудвіном у складі програли клубу «Вондерерз» з рахунком 0:1.
8 березня 1873 року зіграв за національну збірну Англії у матчі проти збірної Шотландії на «Саррі Крікет Граунд». Разом з ним на поле вийшов ще один гравець «Роял Енджінірс» Пелам вон Доноп. Матч завершився перемогою англійців із рахунком 4:2. У звіті про матч у газеті Glasgow Herald (від 10 березня 1873 року) було відзначено: «гра в обороні А. Дж. Гудвіна […] була бездоганною».
У 1874 році у складі Корпусу королівських інженерів Гудвіна було направлено до Індії. 14 березня 1874 року 24-річний Алфред помер у Руркі (Бенгалія) внаслідок травм, отриманих після падіння з коня двома днями раніше. Він став першим померлим гравцем збірної Англії.

## Спортивні досягнення
- Фіналіст Кубка Англії: 1872